# Onkel Toms stuga
Onkel Toms stuga (ursprunglig svensk titel: Onkel Toms stuga eller Negerlifvet i Nord-Amerikas slafstater; originaltitel: Uncle Tom's cabin; or, Life Among the Lowly) är en roman av Harriet Beecher Stowe, publicerad den 20 mars 1852. Boken handlar om slaveriet i USA sett ur slavarnas perspektiv och bidrog starkt till att slaveriet avskaffades 1865 efter amerikanska inbördeskriget. Boken beskriver slaven Tom som förblir sin ägare trogen trots misshandel. Samtidigt skildras slavinnan Elizas flykt mot norr.
Harriet Stowe var en aktiv abolitionist. Hon valde att sätta slaven Onkel Tom i romanens centrum, med sidoberättelser om personerna i hans omgivning, både slavar och slavägare. Den sentimentala romanen återger slaveriets grymma verklighet men den bedyrar också att den kristna kärleken kan övervinna något så destruktivt som förslavandet av människor.
Onkel Toms stuga fick även stort internationellt genomslag, var den roman som såldes i flest exemplar under 1800-talet (och den mest sålda boken efter bibeln) och anses ha medverkat till att stärka abolitionisternas sak under 1850-talet. Under det första året efter att boken publicerades såldes 300 000 exemplar enbart i USA. Bokens genomslag var så pass stort att när Stowe träffade Abraham Lincoln i början av amerikanska inbördeskriget påstås Lincoln ha frågat: ”Så det här är den lilla damen som skapade detta stora krig?”.
Boken, och i ännu högre grad de pjäser som den inspirerade till, bidrog också till att skapa ett antal stereotyper om svarta, av vilka många finns kvar i dag. Bland dessa finns den hängivna mörkhyade modern, en stereotyp bild av svarta barn, och Onkel Tom-stereotypen, alltså den pliktskyldiga tjänaren som trots mycket lidande troget tjänar sin herre. Under senare år har de negativa omdömena om Onkel Toms stuga i hög grad överskuggat bokens historiska aspekter som ett ”avgörande verktyg mot slaveriet”.

## Källor till romanen

Harriet Beecher Stowe (1872), baserat på en oljemålning av Alonzo Chappel.

### Eliza flyr med sin son, Tom säljs ”ned för floden”

Illustration ur första utgåvan som visar när Eliza sålts och berättar för Tom att hon tänker fly.

### Tom säljs till Simon Legree

Cassy, en annan av Legrees slavar pratar med Tom, efter att han blivit piskad.

### Onkel Tom

Onkel Tom pratar med Eva.

### Simon Legree

Tom blir slagen av Simon Legree.

## Andra personer

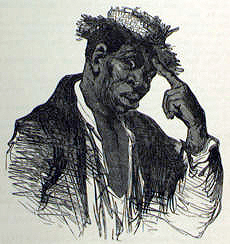
Sam, en annan av St. Clares slavar.

### ”Tom shows”

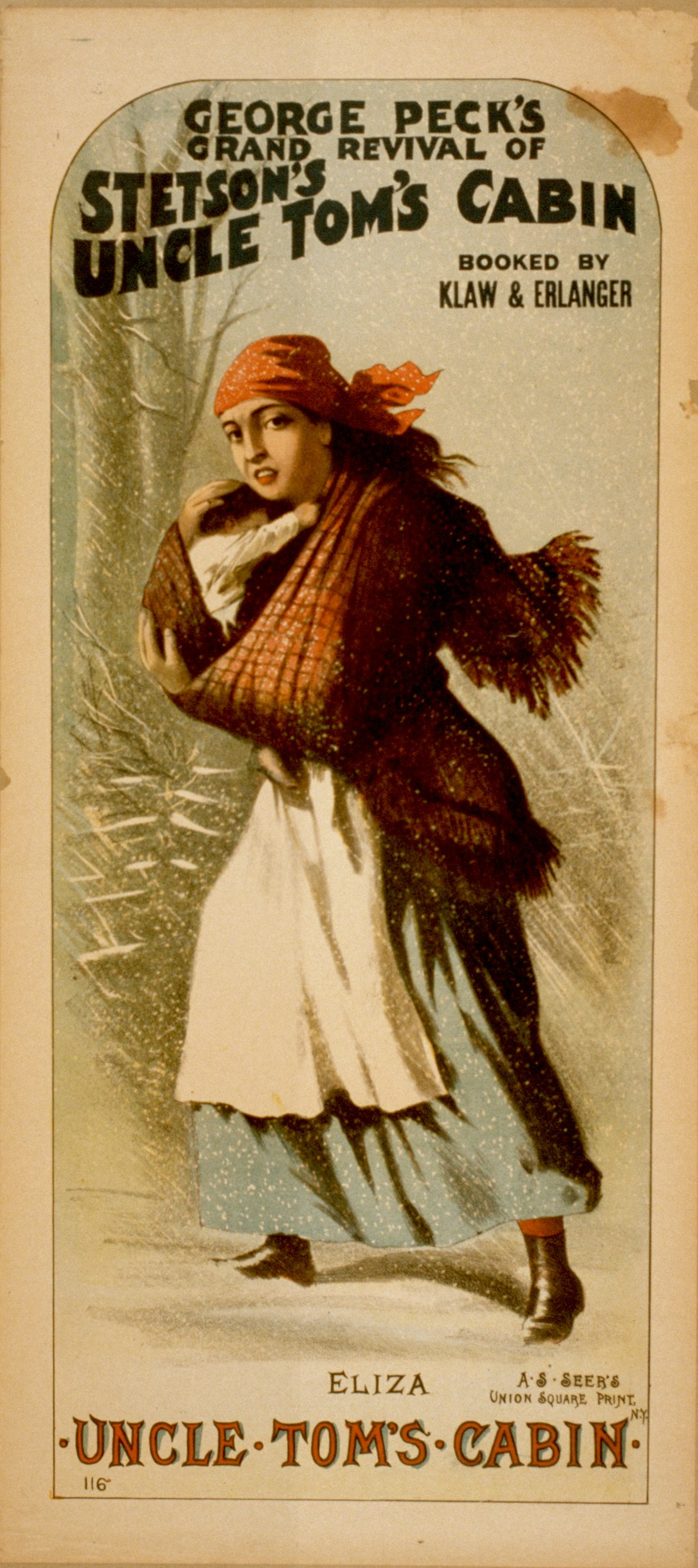
Affisch från 1886 för ”Stetson's Uncle Tom's Cabin”.